# Pandora

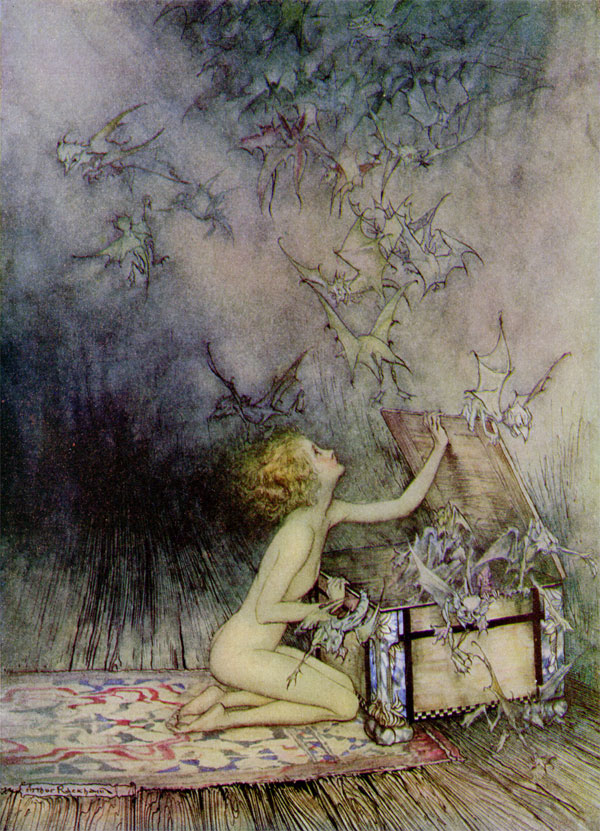
Pandora otwierająca puszkę z nieszczęściami (ilustracja Arthura Rackhama)

Pandora – w mitologii greckiej to pierwsza kobieta na Ziemi, którą Zeus zesłał jako karę dla ludzi za to, że Prometeusz złożył fałszywą ofiarę Zeusowi. Na rozkaz Zeusa Hefajstos ulepił z gliny i wody  pierwszą kobietę, którą charyty i hory pięknie przyodziały. Atena nauczyła ją prac domowych, Afrodyta obdarowała urodą, a Hermes podzielił się z nią swoimi cechami charakteru: kłamstwem, fałszem i pochlebstwem i zaprowadził do Epimeteusza, który pojął ją za żonę wbrew ostrzeżeniom swojego brata, Prometeusza.
W posagu Pandora otrzymała szczelnie zamkniętą glinianą puszkę (w literaturze europejskiej na ogół zwaną puszką Pandory), którą Epimeteusz i Pandora z ciekawości otworzyli. Znajdowały się w niej wszelkie nieszczęścia, które rozeszły się na cały świat. Na dnie puszki była jednak, zgodnie z wolą Zeusa, nadzieja.
Według innej wersji mitu to Pandora ją otworzyła z ciekawości, gdy Epimeteusza nie było w domu; nieszczęścia uleciały, nadzieja zaś została uwięziona, gdyż Pandora zatrzasnęła wieko.
Trzecia wersja podaje, iż beczka (dar dla Epimeteusza od Zeusa) zawierała wszelkiego rodzaju dobro; Pandora, niebacznie otworzywszy wieko, pozwoliła by zawartość – uleciawszy – powróciła do siedziby bogów; ludziom pozostała tylko nadzieja.
Wersja Jana Parandowskiego podaje, że Pandora nakłoniła swego męża Epimeteusza do otworzenia beczki, którą otrzymała jako swoje wiano. Otworzenie prezentu spowodowało, że „wyleciały na świat wszystkie smutki, troski, nędze i choroby i jak kruki obsiadły biedną ludzkość”.
Puszka Pandory to symbol nieszczęść, czegoś, co wywołuje mnóstwo nieprzewidzianych trudności, źródło niekończących się smutków i kłopotów.
Motywy kotła z ciężką pokrywą zawierającego zbrodnię, smutek, łzy, żal, mrok, choroby jest znany z mitologii hetyckiej, z której mógł czerpać Hezjod. Podobny motyw, naczynia efa zakrywanego ciężką pokrywą zawierającego kobietę i bezbożność, odnajdujemy w Księdze Zachariasza 5, 5-11 (VI w. p.n.e.).
Motyw Pandory został wykorzystany w malarstwie m.in. przez: P.P. Rubensa, D.G. Rossetti, Petera von Corneliusa, Jules’a J. Lefebvre’a i innych; w literaturze m.in. przez: Ch.M. Wielanda, H.W. Longfellowa, J.W. von Goethego – Pandoras Wiederkunft.